# Witheringia bristaniana
Witheringia bristaniana là loài thực vật có hoa trong họ Cà. Loài này được D'Arcy miêu tả khoa học đầu tiên năm 1973.